# High Prairie
High Prairie est une ville (town) de Big Lakes, située dans la province canadienne d'Alberta.

## Démographie
En tant que localité désignée dans le recensement de 2011, High Prairie a une population de 2 600 habitants dans 972 de ses 1069 logements, soit une variation de -6,6 % avec la population de 2006. Avec une superficie de 7,922 8 km2, la ville possède une densité de population de 328,166 8 hab/km2 en 2011.
Concernant le recensement de 2006, High Prairie abritait 2 750 habitants dans 1048 de ses 1104 logements. Avec une superficie de 6,387 5 km2, la ville possédait une densité de population de 430,5 hab/km2 en 2006.
| 2001  | 2006  | 2011  | 2016  |
| ----- | ----- | ----- | ----- |
| 2 737 | 2 750 | 2 600 | 2 564 |